# Harewood House
Harewood House (pronunciado AFI: ['hɑːwʊd̜], como se estivesse escrito Harwood) é um palácio rural inglês localizado em Harewood (sendo o nome da aldeia pronunciado como se estivesse escrito Hairwood), perto de Leeds, no West Yorkshire.
O palácio foi construído entre 1759 e 1771, para Edwin Lascelles, cuja família tinha comprado a propriedade depois de fazer fortuna, nas primeiras décadas do século XVIII, nos Barbados, Índias Ocidentais.
Harewood House é membro das Treasure Houses of England (Casas Tesouro da Inglaterra), um consórcio de marketing constituído por nove das mais famosas casas de aparato na Inglaterra. O próprio palácio é um listed building classificado com o Grau I, possuindo ainda uma série de elementos nos campos e pátio classificados com os Graus II e II*.
A propriedade está ligada a Leeds através da Leeds Country Way, que passa pouco a sul do palácio e do vizinha lago.

## Pronunciação deHarewood
Existe frequentemente debate sobre a pronunciação exacta da palavra Harewood. No século XVIII, a pronunciação (e ortografia) habitual era Harwood e esta forma que servia tanto para a casa como para o título ainda é usada na Harewood House e no título de Conde de Harewood. A pronunciação Hairwood é geralmente usada para a aldeia e, também por vezes, para a casa e título.

## História

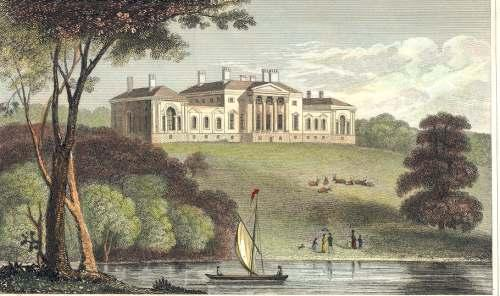
Harewood House em A Complete History of the County of York, por Thomas Allen (1828–30), mostrando o palácio antes de Barry alterar as fachadas e acrescantar um piso extra aos pavilhões.

Henry Lascelles (1690-1753) enriqueceu através de posições de alfândega, comércio de cana de açúcar, tráfico de escravos vindos de África e empréstimos a plantadores. O seu filho Edwin (1712-1795) nasceu nas Caraíbas no mesmo ano em que o pai chegou à região. Em 1734, a família Lascelles regressou a Inglaterra decidida a entrar para a aristocracia rural, a landed gentry britânica.

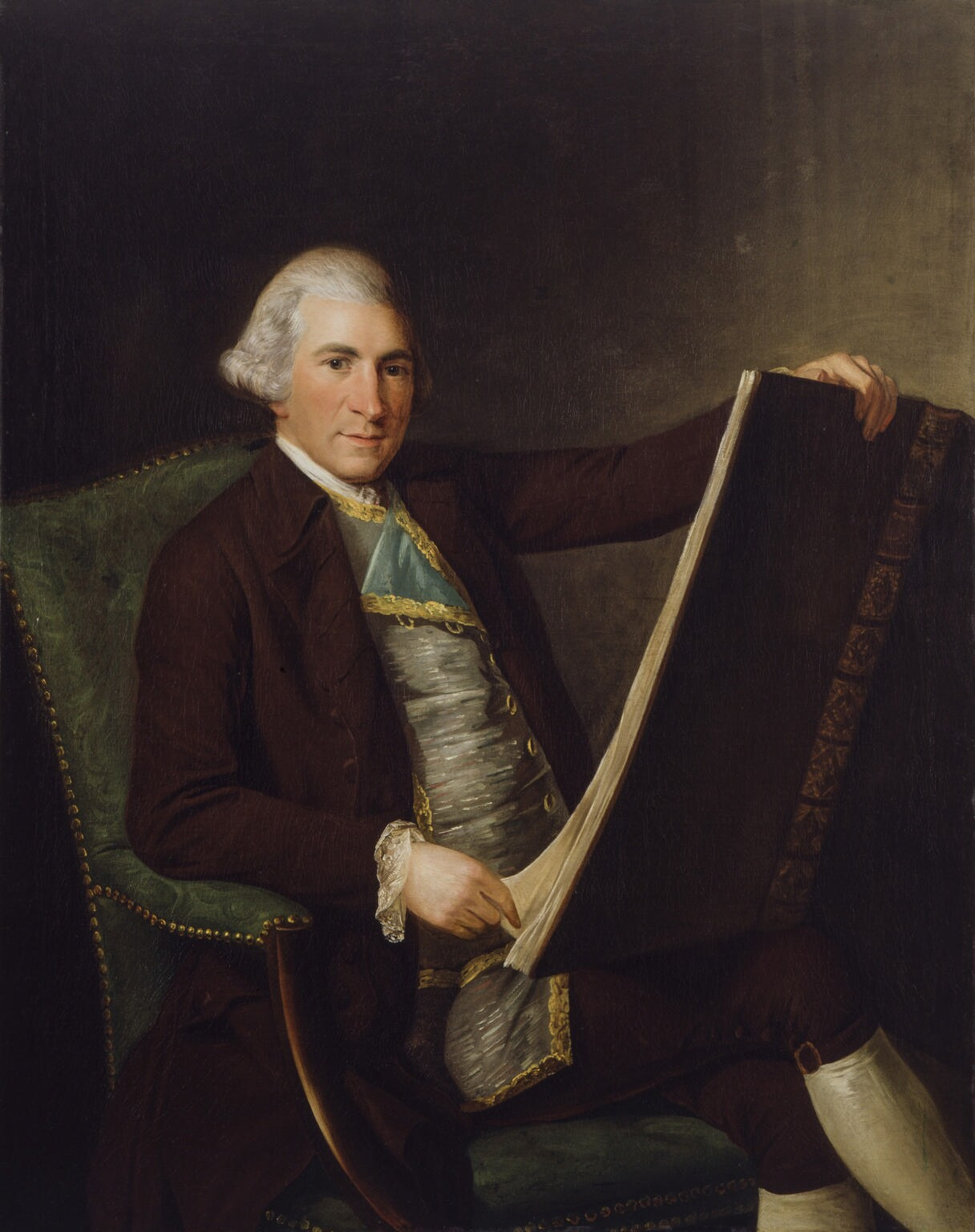
O arquitecto escocês Robert Adam.

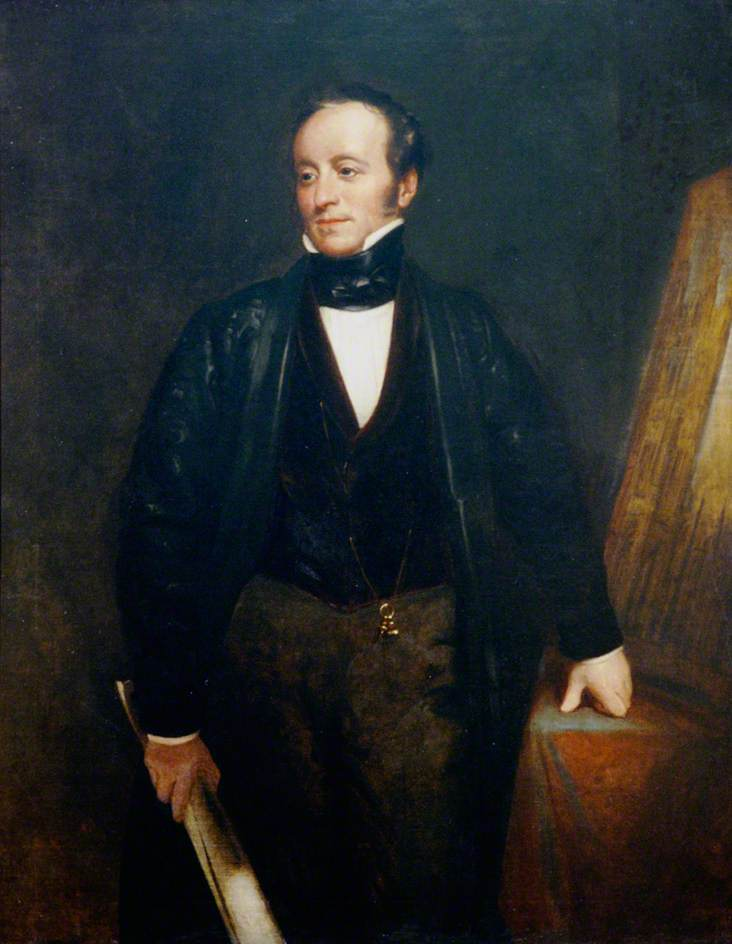
O arquitecto inglês Sir Charles Barry.

Deste modo, foi adquirida, em 1739, por 63 mil libras esterlinas, a Herdade de Harewood, sobre cujo terreno surgia uma anterior construção, com a intenção de edificar uma residência capaz de elevar o estatuto social da família. À da sua morte, Henry Lascelles ainda não tinha obtido o título nobre de Conde de Harewood (que só seria concedido aos Lascelles mais tarde) - mas simplesmente o de Esquire.
Harewood House foi desenhada pelos arquitectos John Carr e Robert Adam.
Muitos dos móveis de Harewood House, transformada em casa-museu desde finais do século XX, foram desenhados pelo famoso ebanista do século XVIII Thomas Chippendale, natural da vizinha cidade de Otley, que dedicou vários anos a esta obra, enquanto o paisagista e arquitecto britânico Lancelot "Capability" Brown se ocupava da realização dos cenográficos jardins.
Entre os móveis preparados por Thomas Chippendale para Harewood House figura, além da State bed (a "cama de aparato" com baldaquino que constitui uma das suas obras-primas), uma cómoda que toma o nome de Cómoda de Diana e Minerva e que constitui uma das peças de maior prestígio daquela residência inglesa. O móvel, de estilo neoclássico, foi confeccionado como móvel de aparato e não para uso quotidiano. Foi realizada por Chippendale em 1773, seis anos antes da sua morte, e custou 86 libras, um preço exorbitante para a época. A cómoda - que toma o nome das duas figuras mitológicas que aparecem nos redondos que a ornam, colocados nos topos laterais - foi realizada com o uso de ornamentos antigos entalhados em várias madeiras preciosas.
Em 1844, Sir Charles Barry, chamado pelo proprietário Henry Lascelles, 3º Conde de Harewood, e pela esposa deste, Lady Louisa, a adequar a propriedade ao gosto da época, acrescentou um grande terraço perfilado sobre o parque circundante. Barry não se limitou a intervir na parte exterior, tendo também alterado a decoração de Adam, mudando as funções de alguns ambientes e acrescentando um piso aos pavilhões laterais.
O artista Thomas Girtin esteve no palácio muitas vezes, pintando o próprio edifício e a região e marcos envolventes, tais como o vizinho Plumpton Rocks, que na época pertencia à Herdade de Harewood.
Harewood House possui uma longa história de chamar o interesse dos visitantes para a sua imponente arquitectura e colecção de pinturas. O primeiro livro de guia para visitantes foi publicado no início do século XIX.
O palácio serviu como hospital de convalescença tanto na Primeira como na Segunda Guerra Mundial.
Os arquivos da família Lascelles e da Herdade de Harewood estão guardados no Serviço de Arquivos do New Yorkshire , em Leeds.

## Interior
Entre os espaços interiores de Harewood House, que incluem algumas salas de aparato, figuram:
| - Ante-sala - Sob as Escadas - Sala Chinesa - Sala de Estar Canela - Sala de Jantar | - Quarto Leste - Galeria - Sala de Aparato de SAR a Princesa Maria - Sala de Vestir da Princesa Maria - Sala de Estar de Lorde | - Sala de Música - Cozinha Velha - Biblioteca Velha - Sala de Pastelaria - Base dos Criados | - Hall dos Criados - Biblioteca Espanhola - Quarto de Aparato - Sala do Mordomo - Sala da Destilaria | - Galeria do Terraço - A Biblioteca - Copa dos Vegetais - Sala das aguarelas - sala de Estar Amarela |

As partes visitáveis depois do restauro do edifício - iniciado a partir de 1929 e interrompido somente por ocasião da Segunda Guerra Mundial - são:
- o átrio de entrada, com a estátua de Adão ao centro, executada em 1939 por Jacob Epstein; no século XIX este espaço era usado como sala;
- duas das três bibliotecas, estre as quais a biblioteca espanhola (o adjectivo deriva dos couros ibéricos do século XVI que revestem as paredes), espaço em tempos usado como antecâmara do vizinho quarto de aparato (State bedroom);
- o Quarto de Aparato, que contém a já mencionada obra-prima de Thomas Chippendale, ou seja, a cama com baldaquino que, no século XVIII, foi desmontada e reposta numa cave; para o seu restauro foram necessários 15 anos e 200.000 libras;
- a Sala de refeições, completamente reformada pelas reestruturações da época vitoriana;
- o Salão Amarelo, adornado por espelhos Chippendale com madeira dourada;
- o Salão Canela, que contém a quadraria de família, com telas de Gainsborough, Romney e Reynolds, autor dum retrato filho do fundador da casa, Edwin Lascelles;
- a Sala da Música;
- a Galeria, que corre ao longo de todo o flanco oeste e mantém o aspecto original. Mede 23 metros de comprimento, 7,5 de largura e 6,5 de altura. Foi completada em 1772 e é reconhecida[2] como a "peça de bravura" de Robert Adam. Na sua realização também colaborou, com pinturas próprias no tecto, o italiano Biagio Rebecca. Panos fingidos em madeira talhada de cor vermelha e ouro situados sobre as janelas são, ainda, obra de Chippendale.

A Galeria contém preciosas obras de arte, entre as quais pinturas de Tiziano Vecellio (Estudo para retrato de Francisco I), Giovanni Bellini (Nossa Senhora com o Menino e doador), El Greco (Alegoria), Veronese (Retrato de cavalheiro) e Cima da Conegliano (São Jerónimo no deserto).

## A Igreja de Todos-os-Santos
Anexa à residência, pouco distante da entrada e escondida entre as árvores, visível apenas pela pequena torre que a flanqueia, surge a Igreja de Todos-os-Santos, edificada no século XV. Contém os túmulos em alabastro dos antigos residentes, representados em armadura ou com ricas vestes. Uma placa comemora o 6º Conde de Harewood, Henry Lascelles, e a sua esposa, a Princesa Real Maria, Condessa de Harewood, filha do Rei Jorge V de Inglaterra, aqui sepultados.

## Harewood House na actualidade

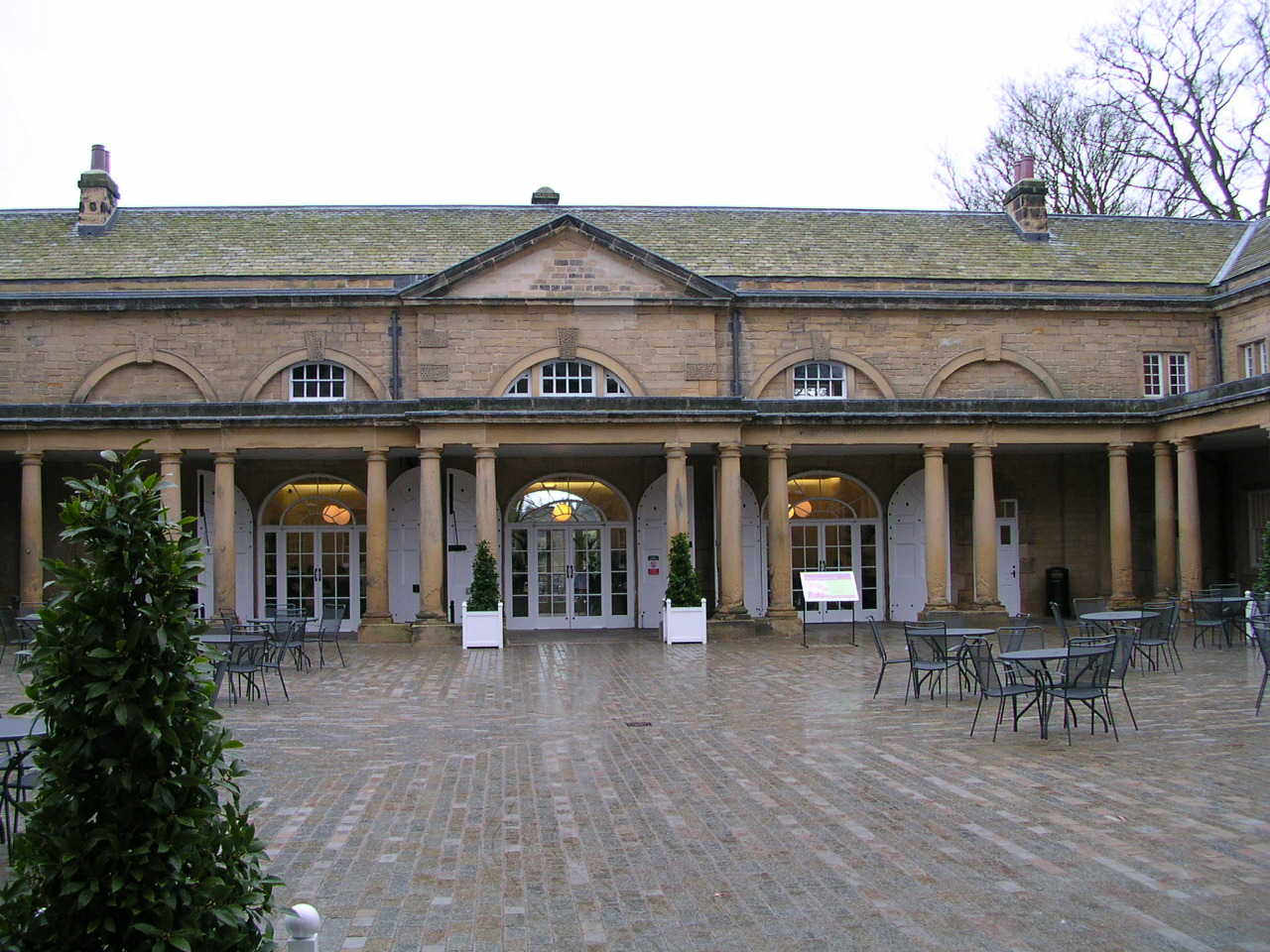
Os antigos estábulos de Harewood House.

Harewood House mantém-se até hoje como residência da família Lascelles. George Lascelles, 7.º Conde de Harewood, é filho de Maria de Windsor, Princesa Real e Condessa de Harewood e, portanto, neta de Jorge V de Inglaterra e da Rainha Mary de Teck.
A gestão da Harewood Estate (Herdade de Harewood) foi confiada a uma organização especial, a Harewood House Trust, que cuida da abertura ao público de Harewood House por uma boa parte do ano.

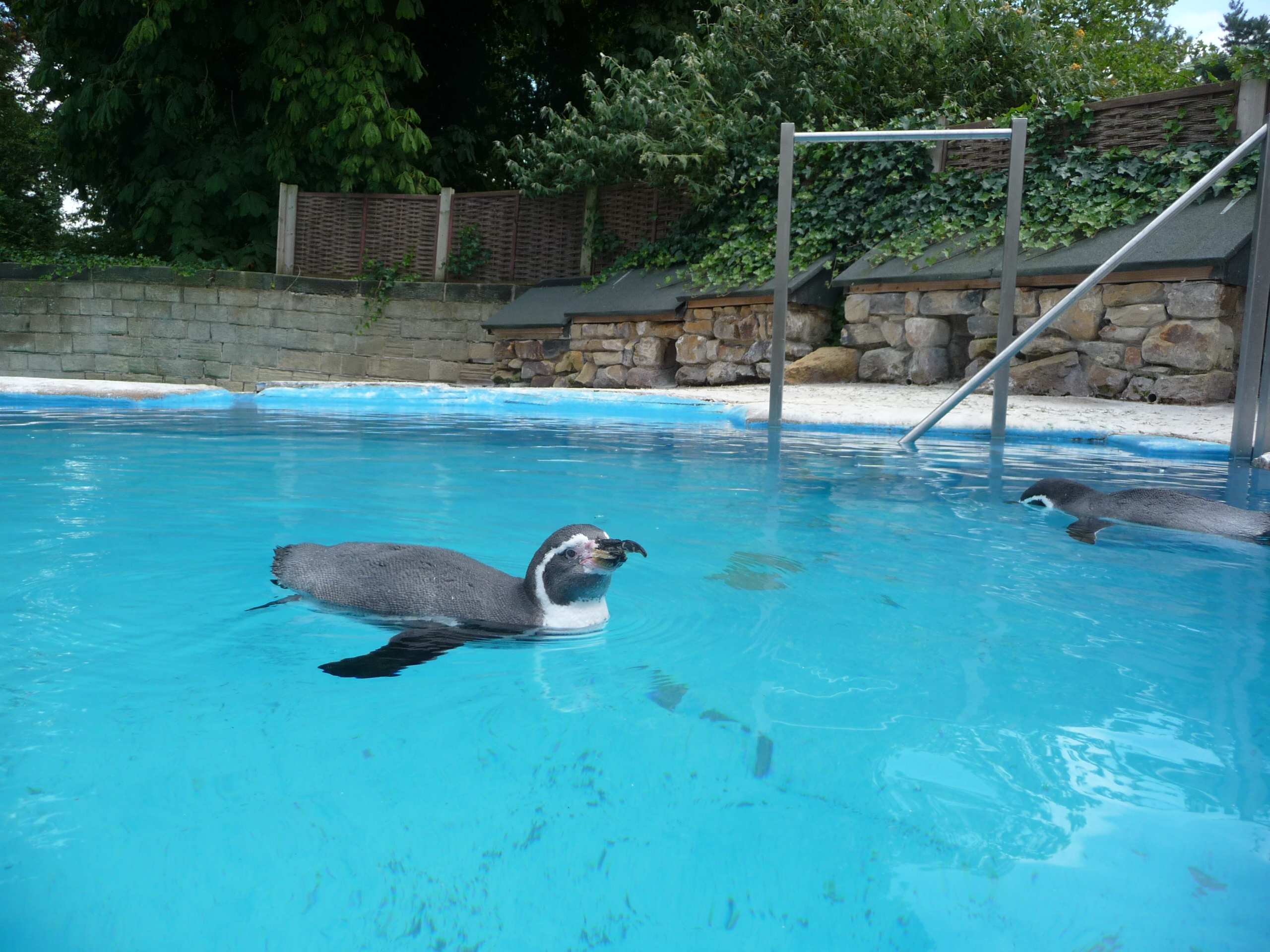
Um pinguim-de-humboldt no Bird Garden de Harewood.

Harewood venceu, a propósito, o prémio nacional Excellence in England como lugar de importante atracção turística para 2003 e é uma das maiores atracções turísticas do Yorkshire. No interior do edifício, os visitantes podem admirar a beleza das diversas salas que compõem a residência, mas também o parque e os jardins que a circundam e que, desde 2007, dispõem dum planetário, o Yorkshire Planetarium, o primeiro instituto na região, dum Bird Garden (jardim de pássaros) e dum jardim himalaio com a sua stupa e uma cascata que transporta as águas do Lago Harewood até às hortas situadas além das sebes e dos bosques. Possui ainda um recreio de aventuras e instalações de restauração.
O Bird Garden em Harewood House tem uma colecção de mais de 90 espécies de aves, das quais mais de 30 estão listadas como vulneráveis ou em perigo nas listagens da IUCN. Este jardim é um membro de pleno direito tanto da The British and Irish Association of Zoos and Aquariums (BIAZA) como da The European Association of Zoos and Aquaria (EAZA).
Entre as aves que podem ser vistas no jardim, encontram-se pinguins-de-Humboldt,
flamingos chilenos, padas, araras, íbis calvos, gansos e avestruzes.

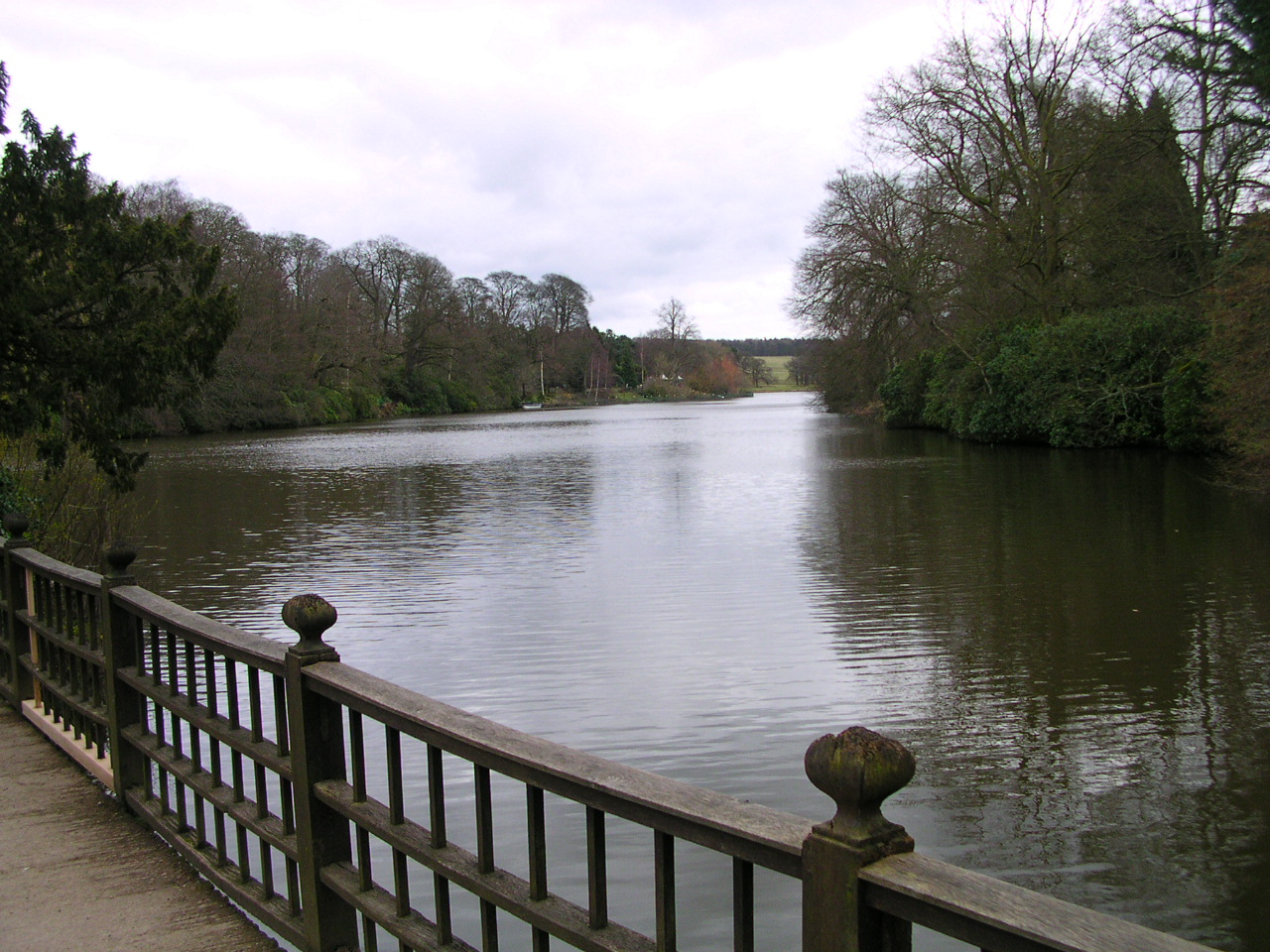
O Lago de Herewood
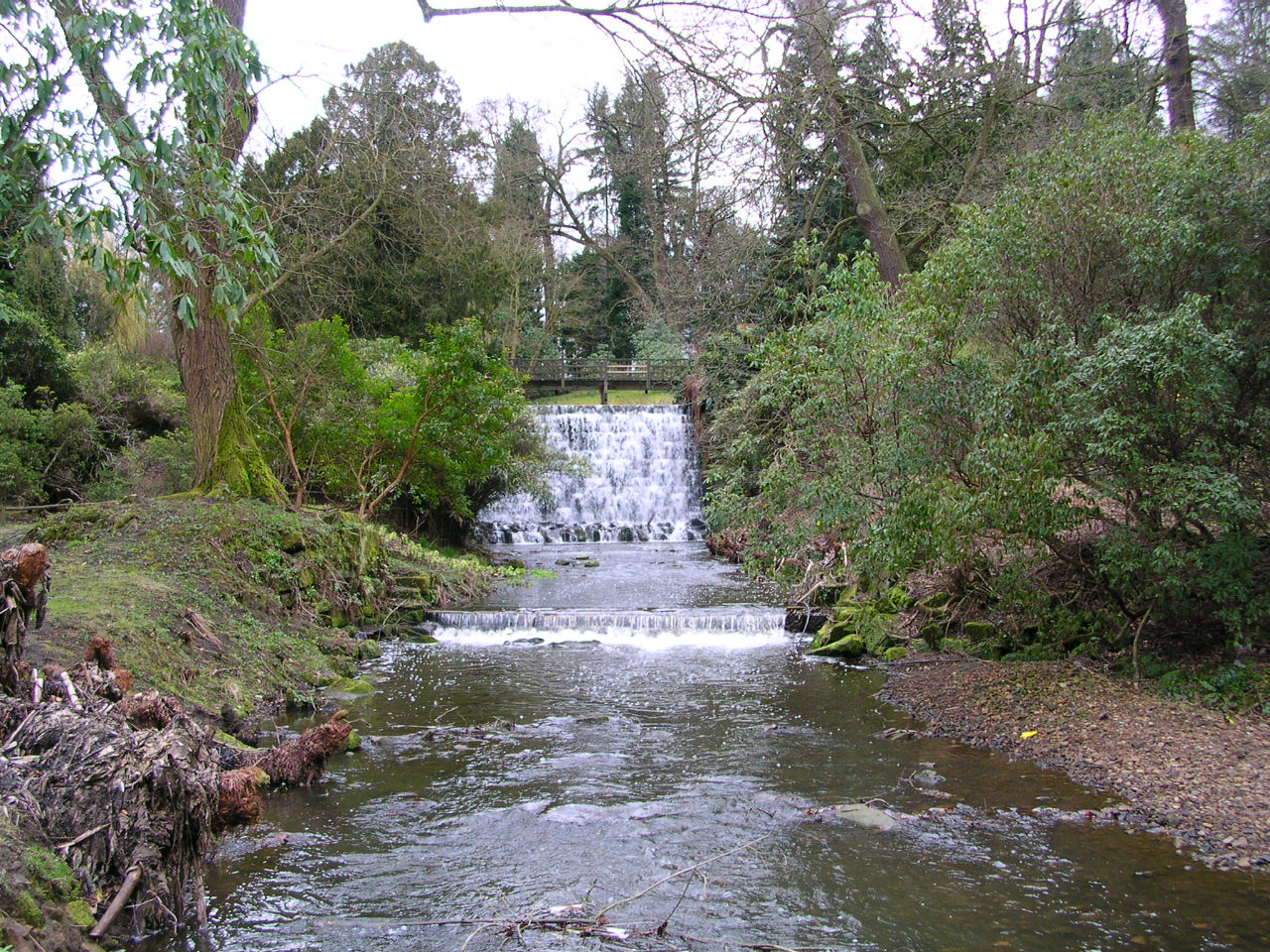
Cascata
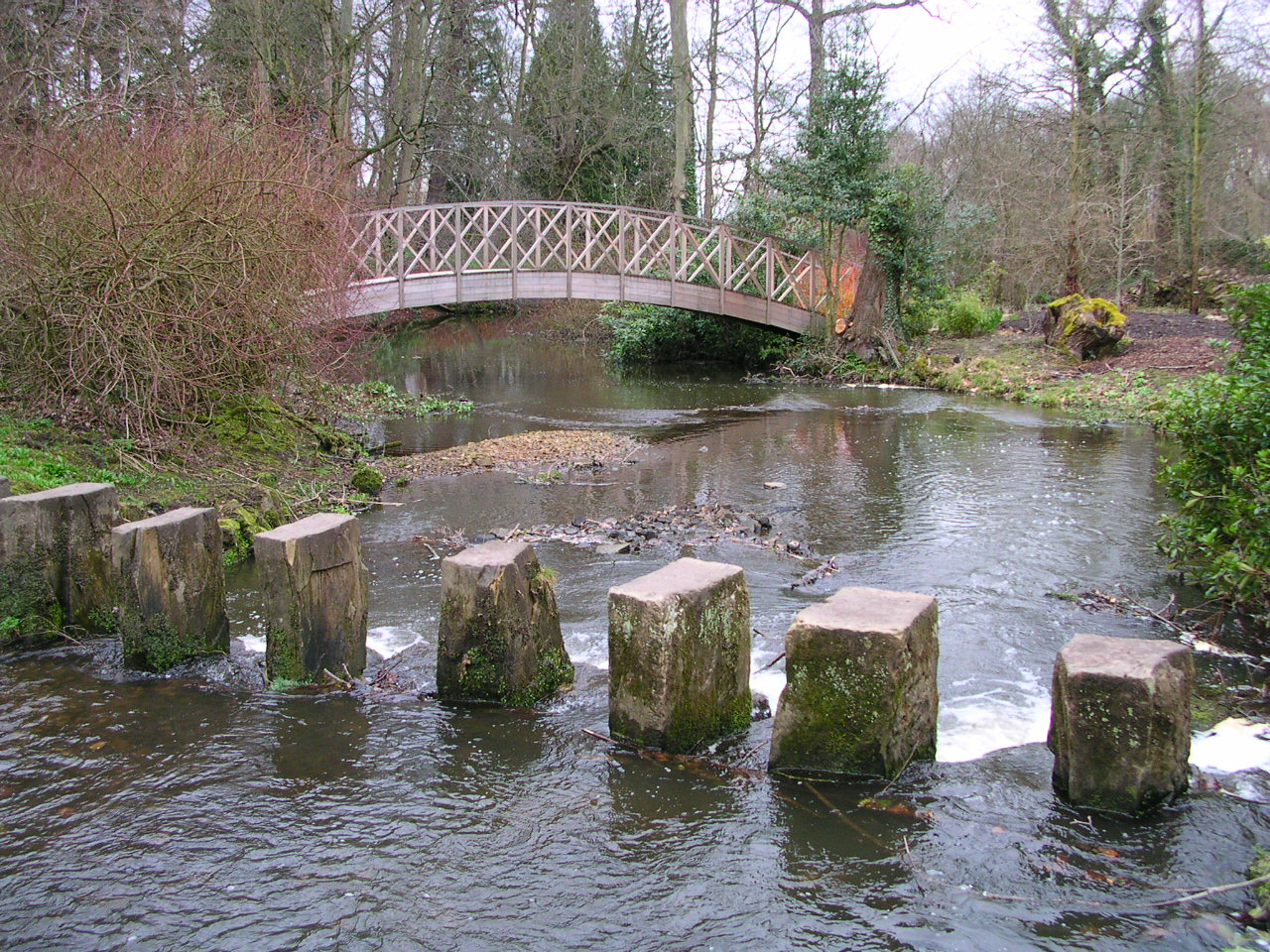
Pedras de passagem abaixo da cascata